# جاما فاكس
جاما فاكس (بالإنجليزية:GammaFax) هو أو فاكس لوحي متصل مع أجهزة الكمبيوتر الشخصية أنتج في عام 1985 من قبل شركة جاما لينك.